# Copa Argentina 2019-20
La Copa Argentina 2020 (llamada Copa Argentina «AXION Energy» 2020 por motivos de patrocinio) fue la undécima edición de la competición, organizada por la Asociación del Fútbol Argentino, y la novena de su nueva etapa. 
En un principio, el campeón obtendría cupos a la Copa Libertadores 2021 y a la Supercopa Argentina 2020, pero el torneo fue suspendido durante la disputa de los Treintaidosavos de final, por las medidas gubernamentales para evitar la propagación de la covid-19, y se reanudó el 23 de diciembre de 2020, finalizando la competencia el 8 de diciembre de 2021. Debido a eso, se cambió el cupo para la Copa Libertadores 2022. 
El campeón fue Boca Juniors, que logró su cuarto título al derrotar a Talleres de Córdoba en los penales por 5-4, tras empatar 0-0 en el tiempo regular.
El torneo tuvo una fase preliminar y una fase final. Durante la primera parte de la temporada 2019-20 se produjo la clasificación de los equipos de la Fase preliminar metropolitana, que se realizó dentro de los respectivos campeonatos. Por su parte, la Fase preliminar regional se realizó por eliminación directa.
La competencia contó, en su fase final, con la participación de 64 equipos: los 24 que disputaron el Campeonato de Primera División 2019-20; los 7 primeros de la tabla parcial de posiciones al finalizar la primera rueda de cada una de las zonas del Campeonato de Primera Nacional 2019-20, los 6 primeros equipos de la tabla de posiciones final del Torneo Apertura del Campeonato de Primera B 2019-20, los 4 primeros equipos de la tabla de posiciones final del Torneo Apertura del Campeonato de Primera C 2019-20, y los 3 primeros equipos de la tabla de posiciones final del Torneo Apertura del Campeonato de Primera D 2019-20; y 13 por la zona regional, que surgieron de la eliminación directa de los 13 primeros equipos de la tabla parcial de posiciones al finalizar la primera rueda de cada una de las zonas clasificatorias del Torneo Federal A 2019-20.
El sorteo de la fase final se realizó el 30 de enero de 2020.

## Equipos participantes
Nota: En negrita, el equipo campeón

### Primera División
| Aldosivi           | Argentinos Juniors | Arsenal                 | Atlético Tucumán  |
| Banfield           | Boca Juniors       | Central Córdoba (SdE)   | Colón             |
| Defensa y Justicia | Estudiantes (LP)   | Gimnasia y Esgrima (LP) | Godoy Cruz        |
| Huracán            | Independiente      | Lanús                   | Newell's Old Boys |
| Patronato          | Racing Club        | River Plate             | Rosario Central   |
| San Lorenzo        | Talleres (C)       | Unión                   | Vélez Sarsfield   |

### Segunda división

#### Primera Nacional
| Alvarado          | Atlanta          | Atlético de Rafaela | Defensores de Belgrano |
| Deportivo Riestra | Estudiantes (BA) | Estudiantes (RC)    | Instituto              |
| Platense          | San Martín (SJ)  | San Martín (T)      | Sarmiento (J)          |
| Temperley         | Tigre            |                     |                        |

### Tercera división

#### Primera B
| Almirante Brown | Comunicaciones (BA) | Justo José de Urquiza | San Telmo |
| Talleres (RdE)  | Villa San Carlos    |                       |           |

#### Torneo Federal A
| Boca Unidos            | Central Norte (S)         | Chaco For Ever              | Club Cipolletti               |
| Círculo Deportivo      | Crucero del Norte         | Defensores de Belgrano (VR) | Defensores de Pronunciamiento |
| Deportivo Camioneros   | Deportivo Madryn          | Deportivo Maipú             | Desamparados                  |
| Douglas Haig           | Ferro Carril Oeste (GP)   | Güemes (SdE)                | Huracán Las Heras             |
| San Martín (F)         | Sansinena                 | Sarmiento (R)               | Sol de Mayo                   |
| Sportivo Belgrano (SF) | Sportivo Estudiantes (SL) | Sportivo Las Parejas        | Sportivo Peñarol (C)          |
| Unión (S)              | Villa Mitre               |                             |                               |

### Cuarta división

#### Primera C
| Cañuelas | Deportivo Laferrere | Dock Sud | Real Pilar |

### Quinta división

#### Primera D
| Claypole | Liniers | Sportivo Barracas |  |

### Distribución geográfica de los equipos
Listado de participantes según la región a la que pertenecen:
| Región                           | Equipos |
| -------------------------------- | ------- |
| Provincia de Buenos Aires        | 32      |
| Ciudad de Buenos Aires           | 11      |
| Provincia de Santa Fe            | 7       |
| Provincia de Córdoba             | 4       |
| Provincia de Mendoza             | 3       |
| Provincia de San Juan            | 3       |
| Provincia del Chaco              | 2       |
| Provincia de Entre Ríos          | 2       |
| Provincia de Río Negro           | 2       |
| Provincia de Santiago del Estero | 2       |
| Provincia de Tucumán             | 2       |
| Provincia de Corrientes          | 1       |
| Provincia del Chubut             | 1       |
| Provincia de Formosa             | 1       |
| Provincia de La Pampa            | 1       |
| Provincia de Misiones            | 1       |
| Provincia de San Luis            | 1       |
| Provincia de Salta               | 1       |
| Total                            | 77      |

## Fase preliminar regional
Fue organizada por el Consejo Federal, órgano interno de la AFA.
Se disputó por eliminación directa a doble partido, con la participación de 26 equipos que disputaron el Torneo Federal A 2019-20, según el resultado de la Primera fase del certamen. Los 13 ganadores pasaron a jugar los Treintaidosavos de final. 
| Fecha         | Estadio                       | Local en la ida             |   | Global        |   | Local en la vuelta                |
| ------------- | ----------------------------- | --------------------------- | - | ------------- | - | --------------------------------- |
| 21 de enero   | Centenario                    | Sarmiento (R)               | 1 | 1 - 2         | 1 | Chaco For Ever                    |
| 4 de febrero  | Juan Alberto García           | Sarmiento (R)               | 0 | 1 - 2         | 1 | Chaco For Ever                    |
| 12 de febrero | El Serpentario                | Desamparados                | 0 | 1 - 5         | 1 | Sportivo Peñarol (C)              |
| 19 de febrero | Ramón Pablo Rojas             | Desamparados                | 1 | 1 - 5         | 4 | Sportivo Peñarol (C)              |
| 18 de enero   | General San Martín            | Huracán Las Heras           | 1 | 4 - 1         | 0 | Deportivo Maipú                   |
| 22 de enero   | Omar Higinio Sperdutti        | Huracán Las Heras           | 3 | 4 - 1         | 1 | Deportivo Maipú                   |
| 18 de enero   | Luis Molina                   | Sansinena                   | 2 | 2 - 3         | 2 | Villa Mitre                       |
| 22 de enero   | El Fortín                     | Sansinena                   | 0 | 2 - 3         | 1 | Villa Mitre                       |
| 15 de enero   | Sol de Mayo                   | Sol de Mayo                 | 0 | 1 - 7         | 2 | Deportivo Madryn                  |
| 19 de enero   | Abel Sastre                   | Sol de Mayo                 | 1 | 1 - 7         | 5 | Deportivo Madryn                  |
| 23 de enero   | La Visera de Cemento          | (v) Cipolletti              | 0 | 1 - 1         | 0 | Ferro Carril Oeste (GP)           |
| 31 de enero   | El Coloso del Barrio Talleres | (v) Cipolletti              | 1 | 1 - 1         | 1 | Ferro Carril Oeste (GP)           |
| 15 de enero   | Guillermo Trama               | Círculo Deportivo           | 2 | (0) 3 - 3 (3) | 1 | Deportivo Camioneros (p)          |
| 19 de enero   | Hugo Moyano                   | Círculo Deportivo           | 1 | (0) 3 - 3 (3) | 2 | Deportivo Camioneros (p)          |
| 19 de enero   | Único de San Nicolás          | Defensores de Belgrano (VR) | 0 | 0 - 1         | 0 | Douglas Haig                      |
| 5 de febrero  | Miguel Morales                | Defensores de Belgrano (VR) | 0 | 0 - 1         | 1 | Douglas Haig                      |
| 16 de enero   | Dr. Luis Güemes               | Central Norte (S)           | 2 | 3 - 3         | 2 | Güemes (SdE) (v)                  |
| 21 de enero   | Arturo Miranda                | Central Norte (S)           | 1 | 3 - 3         | 1 | Güemes (SdE) (v)                  |
| 19 de enero   | 17 de octubre                 | San Martín (F)              | 1 | 1 - 3         | 2 | Boca Unidos                       |
| 4 de febrero  | Leoncio Benítez               | San Martín (F)              | 0 | 1 - 3         | 1 | Boca Unidos                       |
| 16 de enero   | Comandante Andrés Guaçurarí   | Crucero del Norte           | 2 | 4 - 4         | 3 | Defensores de Pronunciamiento (v) |
| 21 de enero   | Atlético Villa Elisa          | Crucero del Norte           | 2 | 4 - 4         | 1 | Defensores de Pronunciamiento (v) |
| 19 de enero   | Oscar Carlos Boero            | Sportivo Belgrano (SF)      | 1 | 2 - 0         | 0 | Unión (S)                         |
| 5 de febrero  | Fortaleza del Bicho           | Sportivo Belgrano (SF)      | 1 | 2 - 0         | 0 | Unión (S)                         |
| 18 de enero   | Héctor Odicino y Pedro Benoza | Sportivo Estudiantes (SL)   | 1 | 3 - 2         | 1 | Sportivo Las Parejas              |
| 19 de febrero | Fortaleza del Lobo            | Sportivo Estudiantes (SL)   | 2 | 3 - 2         | 1 | Sportivo Las Parejas              |

## Fase final

### Cuadro de desarrollo
El cuadro principal lo protagonizan los trece clasificados de la Fase preliminar regional, los veintisietede la Fase preliminar metropolitana y los veinticuatro equipos que disputaron el Campeonato de Primera División 2019-20. El sorteo se llevó a cabo el jueves 30 de enero en el Complejo Habitacional de Ezeiza de la AFA.
|  | Treintaidosavos de final                       | Treintaidosavos de final                | Treintaidosavos de final |       |                                         | Dieciseisavos de final    | Dieciseisavos de final | Dieciseisavos de final |  |                                         | Octavos de final        | Octavos de final | Octavos de final |  |                                         | Cuartos de final   | Cuartos de final | Cuartos de final |  |                                      | Semifinales                          | Semifinales        | Semifinales |  |  | Final                                | Final        | Final |
|  |                                                |                                         |                          |       |                                         |                           |                        |                        |  |                                         |                         |                  |                  |  |                                         |                    |                  |                  |  |                                      |                                      |                    |             |  |  |                                      |              |       |
|  | Bandera de la Provincia de Santa Fe            | Newell's Old Boys                       | 2                        |       |                                         |                           |                        |                        |  |                                         |                         |                  |                  |  |                                         |                    |                  |                  |  |                                      |                                      |                    |             |  |  |                                      |              |       |
|  | Bandera de la Provincia de San Juan            | Sportivo Peñarol (C)                    | 0                        |       |                                         |                           |                        |                        |  |                                         |                         |                  |                  |  |                                         |                    |                  |                  |  |                                      |                                      |                    |             |  |  |                                      |              |       |
|  | Bandera de la Provincia de San Juan            | Sportivo Peñarol (C)                    | 0                        |       | Bandera de la Provincia de Santa Fe     | Newell's Old Boys         | 0                      |                        |  |                                         |                         |                  |                  |  |                                         |                    |                  |                  |  |                                      |                                      |                    |             |  |  |                                      |              |       |
|  |                                                |                                         |                          |       | Bandera de la Provincia de Santa Fe     | Newell's Old Boys         | 0                      |                        |  |                                         |                         |                  |                  |  |                                         |                    |                  |                  |  |                                      |                                      |                    |             |  |  |                                      |              |       |
|  |                                                | Bandera de la Provincia de Buenos Aires | Sarmiento (J)            | 1     |                                         |                           |                        |                        |  |                                         |                         |                  |                  |  |                                         |                    |                  |                  |  |                                      |                                      |                    |             |  |  |                                      |              |       |
|  | Bandera de la Provincia de Buenos Aires        | Bandera de la Provincia de Buenos Aires | Sarmiento (J)            | 1     | Sarmiento (J)                           | 3                         |                        |                        |  |                                         |                         |                  |                  |  |                                         |                    |                  |                  |  |                                      |                                      |                    |             |  |  |                                      |              |       |
|  | Bandera de la Provincia de Buenos Aires        |                                         |                          |       | Sarmiento (J)                           | 3                         |                        |                        |  |                                         |                         |                  |                  |  |                                         |                    |                  |                  |  |                                      |                                      |                    |             |  |  |                                      |              |       |
|  | Bandera de la Provincia de Buenos Aires        | Douglas Haig                            | 0                        |       |                                         |                           |                        |                        |  |                                         |                         |                  |                  |  |                                         |                    |                  |                  |  |                                      |                                      |                    |             |  |  |                                      |              |       |
|  | Bandera de la Provincia de Buenos Aires        | Douglas Haig                            | 0                        |       |                                         |                           |                        |                        |  | Bandera de la Provincia de Buenos Aires | Sarmiento (J)           | 0                |                  |  |                                         |                    |                  |                  |  |                                      |                                      |                    |             |  |  |                                      |              |       |
|  |                                                |                                         |                          |       |                                         |                           |                        |                        |  | Bandera de la Provincia de Buenos Aires | Sarmiento (J)           | 0                |                  |  |                                         |                    |                  |                  |  |                                      |                                      |                    |             |  |  |                                      |              |       |
|  |                                                | Bandera de la Provincia de Buenos Aires | Temperley                | 1     |                                         |                           |                        |                        |  |                                         |                         |                  |                  |  |                                         |                    |                  |                  |  |                                      |                                      |                    |             |  |  |                                      |              |       |
|  | Bandera de la Provincia de Buenos Aires        | Bandera de la Provincia de Buenos Aires | Temperley                | 1     | Aldosivi                                | 1                         |                        |                        |  |                                         |                         |                  |                  |  |                                         |                    |                  |                  |  |                                      |                                      |                    |             |  |  |                                      |              |       |
|  | Bandera de la Provincia de Buenos Aires        |                                         |                          |       | Aldosivi                                | 1                         |                        |                        |  |                                         |                         |                  |                  |  |                                         |                    |                  |                  |  |                                      |                                      |                    |             |  |  |                                      |              |       |
|  | Bandera de la Provincia de Buenos Aires        | Talleres (RdE)                          | 3                        |       |                                         |                           |                        |                        |  |                                         |                         |                  |                  |  |                                         |                    |                  |                  |  |                                      |                                      |                    |             |  |  |                                      |              |       |
|  | Bandera de la Provincia de Buenos Aires        | Talleres (RdE)                          | 3                        |       | Bandera de la Provincia de Buenos Aires | Talleres (RdE)            | 0                      |                        |  |                                         |                         |                  |                  |  |                                         |                    |                  |                  |  |                                      |                                      |                    |             |  |  |                                      |              |       |
|  |                                                |                                         |                          |       | Bandera de la Provincia de Buenos Aires | Talleres (RdE)            | 0                      |                        |  |                                         |                         |                  |                  |  |                                         |                    |                  |                  |  |                                      |                                      |                    |             |  |  |                                      |              |       |
|  |                                                | Bandera de la Provincia de Buenos Aires | Temperley                | 4     |                                         |                           |                        |                        |  |                                         |                         |                  |                  |  |                                         |                    |                  |                  |  |                                      |                                      |                    |             |  |  |                                      |              |       |
|  | Bandera de la Provincia de Buenos Aires        | Bandera de la Provincia de Buenos Aires | Temperley                | 4     | Temperley                               | 0 (4)                     |                        |                        |  |                                         |                         |                  |                  |  |                                         |                    |                  |                  |  |                                      |                                      |                    |             |  |  |                                      |              |       |
|  | Bandera de la Provincia de Buenos Aires        |                                         |                          |       | Temperley                               | 0 (4)                     |                        |                        |  |                                         |                         |                  |                  |  |                                         |                    |                  |                  |  |                                      |                                      |                    |             |  |  |                                      |              |       |
|  | Bandera de la Ciudad de Buenos Aires           | Deportivo Riestra                       | 0 (2)                    |       |                                         |                           |                        |                        |  |                                         |                         |                  |                  |  |                                         |                    |                  |                  |  |                                      |                                      |                    |             |  |  |                                      |              |       |
|  | Bandera de la Ciudad de Buenos Aires           | Deportivo Riestra                       | 0 (2)                    |       |                                         |                           |                        |                        |  |                                         |                         |                  |                  |  | Bandera de la Provincia de Buenos Aires | Temperley          | 1                |                  |  |                                      |                                      |                    |             |  |  |                                      |              |       |
|  |                                                |                                         |                          |       |                                         |                           |                        |                        |  |                                         |                         |                  |                  |  | Bandera de la Provincia de Buenos Aires | Temperley          | 1                |                  |  |                                      |                                      |                    |             |  |  |                                      |              |       |
|  |                                                | Bandera de la Provincia de Córdoba      | Talleres (C)             | 2     |                                         |                           |                        |                        |  |                                         |                         |                  |                  |  |                                         |                    |                  |                  |  |                                      |                                      |                    |             |  |  |                                      |              |       |
|  | Bandera de la Provincia de Buenos Aires        | Bandera de la Provincia de Córdoba      | Talleres (C)             | 2     | Arsenal                                 | 0                         |                        |                        |  |                                         |                         |                  |                  |  |                                         |                    |                  |                  |  |                                      |                                      |                    |             |  |  |                                      |              |       |
|  | Bandera de la Provincia de Buenos Aires        |                                         |                          |       | Arsenal                                 | 0                         |                        |                        |  |                                         |                         |                  |                  |  |                                         |                    |                  |                  |  |                                      |                                      |                    |             |  |  |                                      |              |       |
|  | Bandera de la Provincia de Mendoza             | Huracán Las Heras                       | 1                        |       |                                         |                           |                        |                        |  |                                         |                         |                  |                  |  |                                         |                    |                  |                  |  |                                      |                                      |                    |             |  |  |                                      |              |       |
|  | Bandera de la Provincia de Mendoza             | Huracán Las Heras                       | 1                        |       | Bandera de la Provincia de Mendoza      | Huracán Las Heras         | 1                      |                        |  |                                         |                         |                  |                  |  |                                         |                    |                  |                  |  |                                      |                                      |                    |             |  |  |                                      |              |       |
|  |                                                |                                         |                          |       | Bandera de la Provincia de Mendoza      | Huracán Las Heras         | 1                      |                        |  |                                         |                         |                  |                  |  |                                         |                    |                  |                  |  |                                      |                                      |                    |             |  |  |                                      |              |       |
|  |                                                | Bandera de la Provincia de Córdoba      | Estudiantes (RC)         | 4     |                                         |                           |                        |                        |  |                                         |                         |                  |                  |  |                                         |                    |                  |                  |  |                                      |                                      |                    |             |  |  |                                      |              |       |
|  | Bandera de la Provincia de Córdoba             | Bandera de la Provincia de Córdoba      | Estudiantes (RC)         | 4     | Estudiantes (RC)                        | 1                         |                        |                        |  |                                         |                         |                  |                  |  |                                         |                    |                  |                  |  |                                      |                                      |                    |             |  |  |                                      |              |       |
|  | Bandera de la Provincia de Córdoba             |                                         |                          |       | Estudiantes (RC)                        | 1                         |                        |                        |  |                                         |                         |                  |                  |  |                                         |                    |                  |                  |  |                                      |                                      |                    |             |  |  |                                      |              |       |
|  | Bandera de la Provincia del Chaco              | Chaco For Ever                          | 0                        |       |                                         |                           |                        |                        |  |                                         |                         |                  |                  |  |                                         |                    |                  |                  |  |                                      |                                      |                    |             |  |  |                                      |              |       |
|  | Bandera de la Provincia del Chaco              | Chaco For Ever                          | 0                        |       |                                         |                           |                        |                        |  | Bandera de la Provincia de Córdoba      | Estudiantes (RC)        | 1 (5)            |                  |  |                                         |                    |                  |                  |  |                                      |                                      |                    |             |  |  |                                      |              |       |
|  |                                                |                                         |                          |       |                                         |                           |                        |                        |  | Bandera de la Provincia de Córdoba      | Estudiantes (RC)        | 1 (5)            |                  |  |                                         |                    |                  |                  |  |                                      |                                      |                    |             |  |  |                                      |              |       |
|  |                                                | Bandera de la Provincia de Córdoba      | Talleres (C)             | 1 (6) |                                         |                           |                        |                        |  |                                         |                         |                  |                  |  |                                         |                    |                  |                  |  |                                      |                                      |                    |             |  |  |                                      |              |       |
|  | Bandera de la Provincia de Córdoba             | Bandera de la Provincia de Córdoba      | Talleres (C)             | 1 (6) | Talleres (C)                            | 0 (6)                     |                        |                        |  |                                         |                         |                  |                  |  |                                         |                    |                  |                  |  |                                      |                                      |                    |             |  |  |                                      |              |       |
|  | Bandera de la Provincia de Córdoba             |                                         |                          |       | Talleres (C)                            | 0 (6)                     |                        |                        |  |                                         |                         |                  |                  |  |                                         |                    |                  |                  |  |                                      |                                      |                    |             |  |  |                                      |              |       |
|  | Bandera de la Provincia de Santa Fe            | Atlético de Rafaela                     | 0 (5)                    |       |                                         |                           |                        |                        |  |                                         |                         |                  |                  |  |                                         |                    |                  |                  |  |                                      |                                      |                    |             |  |  |                                      |              |       |
|  | Bandera de la Provincia de Santa Fe            | Atlético de Rafaela                     | 0 (5)                    |       | Bandera de la Provincia de Córdoba      | Talleres (C)              | 1 (3)                  |                        |  |                                         |                         |                  |                  |  |                                         |                    |                  |                  |  |                                      |                                      |                    |             |  |  |                                      |              |       |
|  |                                                |                                         |                          |       | Bandera de la Provincia de Córdoba      | Talleres (C)              | 1 (3)                  |                        |  |                                         |                         |                  |                  |  |                                         |                    |                  |                  |  |                                      |                                      |                    |             |  |  |                                      |              |       |
|  |                                                | Bandera de la Ciudad de Buenos Aires    | Vélez Sarsfield          | 1 (1) |                                         |                           |                        |                        |  |                                         |                         |                  |                  |  |                                         |                    |                  |                  |  |                                      |                                      |                    |             |  |  |                                      |              |       |
|  | Bandera de la Ciudad de Buenos Aires           | Bandera de la Ciudad de Buenos Aires    | Vélez Sarsfield          | 1 (1) | Vélez Sarsfield                         | 3                         |                        |                        |  |                                         |                         |                  |                  |  |                                         |                    |                  |                  |  |                                      |                                      |                    |             |  |  |                                      |              |       |
|  | Bandera de la Ciudad de Buenos Aires           |                                         |                          |       | Vélez Sarsfield                         | 3                         |                        |                        |  |                                         |                         |                  |                  |  |                                         |                    |                  |                  |  |                                      |                                      |                    |             |  |  |                                      |              |       |
|  | Bandera de la Provincia de Buenos Aires        | Deportivo Camioneros                    | 1                        |       |                                         |                           |                        |                        |  |                                         |                         |                  |                  |  |                                         |                    |                  |                  |  |                                      |                                      |                    |             |  |  |                                      |              |       |
|  | Bandera de la Provincia de Buenos Aires        | Deportivo Camioneros                    | 1                        |       |                                         |                           |                        |                        |  |                                         |                         |                  |                  |  |                                         |                    |                  |                  |  | Bandera de la Provincia de Córdoba   | Talleres (C)                         | 1                  |             |  |  |                                      |              |       |
|  |                                                |                                         |                          |       |                                         |                           |                        |                        |  |                                         |                         |                  |                  |  |                                         |                    |                  |                  |  | Bandera de la Provincia de Córdoba   | Talleres (C)                         | 1                  |             |  |  |                                      |              |       |
|  |                                                |                                         |                          |       |                                         |                           |                        |                        |  |                                         |                         |                  |                  |  |                                         |                    |                  |                  |  |                                      | Bandera de la Provincia de Mendoza   | Godoy Cruz         | 0           |  |  |                                      |              |       |
|  | Bandera de la Provincia de Santa Fe            | Rosario Central                         | 0                        |       |                                         |                           |                        |                        |  |                                         |                         |                  |                  |  |                                         |                    |                  |                  |  |                                      | Bandera de la Provincia de Mendoza   | Godoy Cruz         | 0           |  |  |                                      |              |       |
|  | Bandera de la Provincia de Santa Fe            | Rosario Central                         | 0                        |       |                                         |                           |                        |                        |  |                                         |                         |                  |                  |  |                                         |                    |                  |                  |  |                                      |                                      |                    |             |  |  |                                      |              |       |
|  | Bandera de la Provincia de Corrientes          | Boca Unidos                             | 3                        |       |                                         |                           |                        |                        |  |                                         |                         |                  |                  |  |                                         |                    |                  |                  |  |                                      |                                      |                    |             |  |  |                                      |              |       |
|  | Bandera de la Provincia de Corrientes          | Boca Unidos                             | 3                        |       | Bandera de la Provincia de Corrientes   | Boca Unidos               | 0                      |                        |  |                                         |                         |                  |                  |  |                                         |                    |                  |                  |  |                                      |                                      |                    |             |  |  |                                      |              |       |
|  |                                                |                                         |                          |       | Bandera de la Provincia de Corrientes   | Boca Unidos               | 0                      |                        |  |                                         |                         |                  |                  |  |                                         |                    |                  |                  |  |                                      |                                      |                    |             |  |  |                                      |              |       |
|  |                                                | Bandera de la Provincia de Mendoza      | Godoy Cruz               | 2     |                                         |                           |                        |                        |  |                                         |                         |                  |                  |  |                                         |                    |                  |                  |  |                                      |                                      |                    |             |  |  |                                      |              |       |
|  | Bandera de la Provincia de Mendoza             | Bandera de la Provincia de Mendoza      | Godoy Cruz               | 2     | Godoy Cruz                              | 3                         |                        |                        |  |                                         |                         |                  |                  |  |                                         |                    |                  |                  |  |                                      |                                      |                    |             |  |  |                                      |              |       |
|  | Bandera de la Provincia de Mendoza             |                                         |                          |       | Godoy Cruz                              | 3                         |                        |                        |  |                                         |                         |                  |                  |  |                                         |                    |                  |                  |  |                                      |                                      |                    |             |  |  |                                      |              |       |
|  | Bandera de la Provincia de Buenos Aires        | J.J. de Urquiza                         | 1                        |       |                                         |                           |                        |                        |  |                                         |                         |                  |                  |  |                                         |                    |                  |                  |  |                                      |                                      |                    |             |  |  |                                      |              |       |
|  | Bandera de la Provincia de Buenos Aires        | J.J. de Urquiza                         | 1                        |       |                                         |                           |                        |                        |  | Bandera de la Provincia de Mendoza      | Godoy Cruz              | 3 (5)            |                  |  |                                         |                    |                  |                  |  |                                      |                                      |                    |             |  |  |                                      |              |       |
|  |                                                |                                         |                          |       |                                         |                           |                        |                        |  | Bandera de la Provincia de Mendoza      | Godoy Cruz              | 3 (5)            |                  |  |                                         |                    |                  |                  |  |                                      |                                      |                    |             |  |  |                                      |              |       |
|  |                                                | Bandera de la Provincia de Buenos Aires | Racing Club              | 3 (4) |                                         |                           |                        |                        |  |                                         |                         |                  |                  |  |                                         |                    |                  |                  |  |                                      |                                      |                    |             |  |  |                                      |              |       |
|  | Bandera de la Provincia de Tucumán             | Bandera de la Provincia de Buenos Aires | Racing Club              | 3 (4) | San Martín (T)                          | 0                         |                        |                        |  |                                         |                         |                  |                  |  |                                         |                    |                  |                  |  |                                      |                                      |                    |             |  |  |                                      |              |       |
|  | Bandera de la Provincia de Tucumán             |                                         |                          |       | San Martín (T)                          | 0                         |                        |                        |  |                                         |                         |                  |                  |  |                                         |                    |                  |                  |  |                                      |                                      |                    |             |  |  |                                      |              |       |
|  | Bandera de la Provincia de San Juan            | San Martín (SJ)                         | 1                        |       |                                         |                           |                        |                        |  |                                         |                         |                  |                  |  |                                         |                    |                  |                  |  |                                      |                                      |                    |             |  |  |                                      |              |       |
|  | Bandera de la Provincia de San Juan            | San Martín (SJ)                         | 1                        |       | Bandera de la Provincia de San Juan     | San Martín (SJ)           | 2 (1)                  |                        |  |                                         |                         |                  |                  |  |                                         |                    |                  |                  |  |                                      |                                      |                    |             |  |  |                                      |              |       |
|  |                                                |                                         |                          |       | Bandera de la Provincia de San Juan     | San Martín (SJ)           | 2 (1)                  |                        |  |                                         |                         |                  |                  |  |                                         |                    |                  |                  |  |                                      |                                      |                    |             |  |  |                                      |              |       |
|  |                                                | Bandera de la Provincia de Buenos Aires | Racing Club              | 2 (4) |                                         |                           |                        |                        |  |                                         |                         |                  |                  |  |                                         |                    |                  |                  |  |                                      |                                      |                    |             |  |  |                                      |              |       |
|  | Bandera de la Provincia de Buenos Aires        | Bandera de la Provincia de Buenos Aires | Racing Club              | 2 (4) | Racing Club                             | 3                         |                        |                        |  |                                         |                         |                  |                  |  |                                         |                    |                  |                  |  |                                      |                                      |                    |             |  |  |                                      |              |       |
|  | Bandera de la Provincia de Buenos Aires        |                                         |                          |       | Racing Club                             | 3                         |                        |                        |  |                                         |                         |                  |                  |  |                                         |                    |                  |                  |  |                                      |                                      |                    |             |  |  |                                      |              |       |
|  | Bandera de la Provincia de Córdoba             | Sportivo Belgrano (SF)                  | 1                        |       |                                         |                           |                        |                        |  |                                         |                         |                  |                  |  |                                         |                    |                  |                  |  |                                      |                                      |                    |             |  |  |                                      |              |       |
|  | Bandera de la Provincia de Córdoba             | Sportivo Belgrano (SF)                  | 1                        |       |                                         |                           |                        |                        |  |                                         |                         |                  |                  |  | Bandera de la Provincia de Mendoza      | Godoy Cruz         | 1                |                  |  |                                      |                                      |                    |             |  |  |                                      |              |       |
|  |                                                |                                         |                          |       |                                         |                           |                        |                        |  |                                         |                         |                  |                  |  | Bandera de la Provincia de Mendoza      | Godoy Cruz         | 1                |                  |  |                                      |                                      |                    |             |  |  |                                      |              |       |
|  |                                                | Bandera de la Provincia de Buenos Aires | Tigre                    | 0     |                                         |                           |                        |                        |  |                                         |                         |                  |                  |  |                                         |                    |                  |                  |  |                                      |                                      |                    |             |  |  |                                      |              |       |
|  | Bandera de la Ciudad de Buenos Aires           | Bandera de la Provincia de Buenos Aires | Tigre                    | 0     | San Lorenzo                             | 3                         |                        |                        |  |                                         |                         |                  |                  |  |                                         |                    |                  |                  |  |                                      |                                      |                    |             |  |  |                                      |              |       |
|  | Bandera de la Ciudad de Buenos Aires           |                                         |                          |       | San Lorenzo                             | 3                         |                        |                        |  |                                         |                         |                  |                  |  |                                         |                    |                  |                  |  |                                      |                                      |                    |             |  |  |                                      |              |       |
|  | Bandera de la Provincia de Buenos Aires        | Liniers (SJ)                            | 0                        |       |                                         |                           |                        |                        |  |                                         |                         |                  |                  |  |                                         |                    |                  |                  |  |                                      |                                      |                    |             |  |  |                                      |              |       |
|  | Bandera de la Provincia de Buenos Aires        | Liniers (SJ)                            | 0                        |       | Bandera de la Ciudad de Buenos Aires    | San Lorenzo               | 0                      |                        |  |                                         |                         |                  |                  |  |                                         |                    |                  |                  |  |                                      |                                      |                    |             |  |  |                                      |              |       |
|  |                                                |                                         |                          |       | Bandera de la Ciudad de Buenos Aires    | San Lorenzo               | 0                      |                        |  |                                         |                         |                  |                  |  |                                         |                    |                  |                  |  |                                      |                                      |                    |             |  |  |                                      |              |       |
|  |                                                | Bandera de la Provincia de Buenos Aires | Defensa y Justicia       | 2     |                                         |                           |                        |                        |  |                                         |                         |                  |                  |  |                                         |                    |                  |                  |  |                                      |                                      |                    |             |  |  |                                      |              |       |
|  | Bandera de la Provincia de Buenos Aires        | Bandera de la Provincia de Buenos Aires | Defensa y Justicia       | 2     | Defensa y Justicia                      | 1                         |                        |                        |  |                                         |                         |                  |                  |  |                                         |                    |                  |                  |  |                                      |                                      |                    |             |  |  |                                      |              |       |
|  | Bandera de la Provincia de Buenos Aires        |                                         |                          |       | Defensa y Justicia                      | 1                         |                        |                        |  |                                         |                         |                  |                  |  |                                         |                    |                  |                  |  |                                      |                                      |                    |             |  |  |                                      |              |       |
|  | Bandera de la Provincia de Buenos Aires        | Estudiantes (BA)                        | 0                        |       |                                         |                           |                        |                        |  |                                         |                         |                  |                  |  |                                         |                    |                  |                  |  |                                      |                                      |                    |             |  |  |                                      |              |       |
|  | Bandera de la Provincia de Buenos Aires        | Estudiantes (BA)                        | 0                        |       |                                         |                           |                        |                        |  | Bandera de la Provincia de Buenos Aires | Defensa y Justicia      | 0 (4)            |                  |  |                                         |                    |                  |                  |  |                                      |                                      |                    |             |  |  |                                      |              |       |
|  |                                                |                                         |                          |       |                                         |                           |                        |                        |  | Bandera de la Provincia de Buenos Aires | Defensa y Justicia      | 0 (4)            |                  |  |                                         |                    |                  |                  |  |                                      |                                      |                    |             |  |  |                                      |              |       |
|  |                                                | Bandera de la Provincia de Buenos Aires | Tigre                    | 0 (5) |                                         |                           |                        |                        |  |                                         |                         |                  |                  |  |                                         |                    |                  |                  |  |                                      |                                      |                    |             |  |  |                                      |              |       |
|  | Bandera de la Provincia de Buenos Aires        | Bandera de la Provincia de Buenos Aires | Tigre                    | 0 (5) | Tigre                                   | 1 (5)                     |                        |                        |  |                                         |                         |                  |                  |  |                                         |                    |                  |                  |  |                                      |                                      |                    |             |  |  |                                      |              |       |
|  | Bandera de la Provincia de Buenos Aires        |                                         |                          |       | Tigre                                   | 1 (5)                     |                        |                        |  |                                         |                         |                  |                  |  |                                         |                    |                  |                  |  |                                      |                                      |                    |             |  |  |                                      |              |       |
|  | Bandera de la Provincia de Buenos Aires        | Alvarado                                | 1 (3)                    |       |                                         |                           |                        |                        |  |                                         |                         |                  |                  |  |                                         |                    |                  |                  |  |                                      |                                      |                    |             |  |  |                                      |              |       |
|  | Bandera de la Provincia de Buenos Aires        | Alvarado                                | 1 (3)                    |       | Bandera de la Provincia de Buenos Aires | Tigre                     | 2                      |                        |  |                                         |                         |                  |                  |  |                                         |                    |                  |                  |  |                                      |                                      |                    |             |  |  |                                      |              |       |
|  |                                                |                                         |                          |       | Bandera de la Provincia de Buenos Aires | Tigre                     | 2                      |                        |  |                                         |                         |                  |                  |  |                                         |                    |                  |                  |  |                                      |                                      |                    |             |  |  |                                      |              |       |
|  |                                                | Bandera de la Provincia de Buenos Aires | Independiente            | 1     |                                         |                           |                        |                        |  |                                         |                         |                  |                  |  |                                         |                    |                  |                  |  |                                      |                                      |                    |             |  |  |                                      |              |       |
|  | Bandera de la Provincia de Buenos Aires        | Bandera de la Provincia de Buenos Aires | Independiente            | 1     | Independiente                           | 1                         |                        |                        |  |                                         |                         |                  |                  |  |                                         |                    |                  |                  |  |                                      |                                      |                    |             |  |  |                                      |              |       |
|  | Bandera de la Provincia de Buenos Aires        |                                         |                          |       | Independiente                           | 1                         |                        |                        |  |                                         |                         |                  |                  |  |                                         |                    |                  |                  |  |                                      |                                      |                    |             |  |  |                                      |              |       |
|  | Bandera de la Provincia de Buenos Aires        | Villa Mitre                             | 0                        |       |                                         |                           |                        |                        |  |                                         |                         |                  |                  |  |                                         |                    |                  |                  |  |                                      |                                      |                    |             |  |  |                                      |              |       |
|  |                                                |                                         |                          |       |                                         |                           |                        |                        |  |                                         |                         |                  |                  |  |                                         |                    |                  |                  |  |                                      |                                      |                    |             |  |  | Bandera de la Provincia de Córdoba   | Talleres (C) | 0 (4) |
|  |                                                |                                         |                          |       |                                         |                           |                        |                        |  |                                         |                         |                  |                  |  |                                         |                    |                  |                  |  |                                      |                                      |                    |             |  |  | Bandera de la Provincia de Córdoba   | Talleres (C) | 0 (4) |
|  |                                                |                                         |                          |       |                                         |                           |                        |                        |  |                                         |                         |                  |                  |  |                                         |                    |                  |                  |  |                                      |                                      |                    |             |  |  | Bandera de la Ciudad de Buenos Aires | Boca Juniors | 0 (5) |
|  | Bandera de la Ciudad de Buenos Aires           | Boca Juniors                            | 2                        |       |                                         |                           |                        |                        |  |                                         |                         |                  |                  |  |                                         |                    |                  |                  |  |                                      |                                      |                    |             |  |  |                                      |              |       |
|  | Bandera de la Provincia de Buenos Aires        | Claypole                                | 1                        |       |                                         |                           |                        |                        |  |                                         |                         |                  |                  |  |                                         |                    |                  |                  |  |                                      |                                      |                    |             |  |  |                                      |              |       |
|  | Bandera de la Provincia de Buenos Aires        | Claypole                                | 1                        |       | Bandera de la Ciudad de Buenos Aires    | Boca Juniors              | 3                      |                        |  |                                         |                         |                  |                  |  |                                         |                    |                  |                  |  |                                      |                                      |                    |             |  |  |                                      |              |       |
|  |                                                |                                         |                          |       | Bandera de la Ciudad de Buenos Aires    | Boca Juniors              | 3                      |                        |  |                                         |                         |                  |                  |  |                                         |                    |                  |                  |  |                                      |                                      |                    |             |  |  |                                      |              |       |
|  |                                                | Bandera de la Ciudad de Buenos Aires    | Defensores de Belgrano   | 0     |                                         |                           |                        |                        |  |                                         |                         |                  |                  |  |                                         |                    |                  |                  |  |                                      |                                      |                    |             |  |  |                                      |              |       |
|  | Bandera de la Ciudad de Buenos Aires           | Bandera de la Ciudad de Buenos Aires    | Defensores de Belgrano   | 0     | Defensores de Belgrano                  | 4                         |                        |                        |  |                                         |                         |                  |                  |  |                                         |                    |                  |                  |  |                                      |                                      |                    |             |  |  |                                      |              |       |
|  | Bandera de la Ciudad de Buenos Aires           |                                         |                          |       | Defensores de Belgrano                  | 4                         |                        |                        |  |                                         |                         |                  |                  |  |                                         |                    |                  |                  |  |                                      |                                      |                    |             |  |  |                                      |              |       |
|  | Bandera de la Provincia de Buenos Aires        | Almirante Brown                         | 2                        |       |                                         |                           |                        |                        |  |                                         |                         |                  |                  |  |                                         |                    |                  |                  |  |                                      |                                      |                    |             |  |  |                                      |              |       |
|  | Bandera de la Provincia de Buenos Aires        | Almirante Brown                         | 2                        |       |                                         |                           |                        |                        |  | Bandera de la Ciudad de Buenos Aires    | Boca Juniors            | 0 (4)            |                  |  |                                         |                    |                  |                  |  |                                      |                                      |                    |             |  |  |                                      |              |       |
|  |                                                |                                         |                          |       |                                         |                           |                        |                        |  | Bandera de la Ciudad de Buenos Aires    | Boca Juniors            | 0 (4)            |                  |  |                                         |                    |                  |                  |  |                                      |                                      |                    |             |  |  |                                      |              |       |
|  |                                                | Bandera de la Ciudad de Buenos Aires    | River Plate              | 0 (1) |                                         |                           |                        |                        |  |                                         |                         |                  |                  |  |                                         |                    |                  |                  |  |                                      |                                      |                    |             |  |  |                                      |              |       |
|  | Bandera de la Provincia de Tucumán             | Bandera de la Ciudad de Buenos Aires    | River Plate              | 0 (1) | Atlético Tucumán                        | 3                         |                        |                        |  |                                         |                         |                  |                  |  |                                         |                    |                  |                  |  |                                      |                                      |                    |             |  |  |                                      |              |       |
|  | Bandera de la Provincia de Tucumán             |                                         |                          |       | Atlético Tucumán                        | 3                         |                        |                        |  |                                         |                         |                  |                  |  |                                         |                    |                  |                  |  |                                      |                                      |                    |             |  |  |                                      |              |       |
|  | Bandera de la Ciudad de Buenos Aires           | Comunicaciones                          | 0                        |       |                                         |                           |                        |                        |  |                                         |                         |                  |                  |  |                                         |                    |                  |                  |  |                                      |                                      |                    |             |  |  |                                      |              |       |
|  | Bandera de la Ciudad de Buenos Aires           | Comunicaciones                          | 0                        |       | Bandera de la Provincia de Tucumán      | Atlético Tucumán          | 1                      |                        |  |                                         |                         |                  |                  |  |                                         |                    |                  |                  |  |                                      |                                      |                    |             |  |  |                                      |              |       |
|  |                                                |                                         |                          |       | Bandera de la Provincia de Tucumán      | Atlético Tucumán          | 1                      |                        |  |                                         |                         |                  |                  |  |                                         |                    |                  |                  |  |                                      |                                      |                    |             |  |  |                                      |              |       |
|  |                                                | Bandera de la Ciudad de Buenos Aires    | River Plate              | 2     |                                         |                           |                        |                        |  |                                         |                         |                  |                  |  |                                         |                    |                  |                  |  |                                      |                                      |                    |             |  |  |                                      |              |       |
|  | Bandera de la Ciudad de Buenos Aires           | Bandera de la Ciudad de Buenos Aires    | River Plate              | 2     | River Plate                             | 4                         |                        |                        |  |                                         |                         |                  |                  |  |                                         |                    |                  |                  |  |                                      |                                      |                    |             |  |  |                                      |              |       |
|  | Bandera de la Ciudad de Buenos Aires           |                                         |                          |       | River Plate                             | 4                         |                        |                        |  |                                         |                         |                  |                  |  |                                         |                    |                  |                  |  |                                      |                                      |                    |             |  |  |                                      |              |       |
|  | Bandera de la Provincia de Entre Ríos          | Defensores de Pronunciamiento           | 0                        |       |                                         |                           |                        |                        |  |                                         |                         |                  |                  |  |                                         |                    |                  |                  |  |                                      |                                      |                    |             |  |  |                                      |              |       |
|  | Bandera de la Provincia de Entre Ríos          | Defensores de Pronunciamiento           | 0                        |       |                                         |                           |                        |                        |  |                                         |                         |                  |                  |  | Bandera de la Ciudad de Buenos Aires    | Boca Juniors       | 0 (4)            |                  |  |                                      |                                      |                    |             |  |  |                                      |              |       |
|  |                                                |                                         |                          |       |                                         |                           |                        |                        |  |                                         |                         |                  |                  |  | Bandera de la Ciudad de Buenos Aires    | Boca Juniors       | 0 (4)            |                  |  |                                      |                                      |                    |             |  |  |                                      |              |       |
|  |                                                | Bandera de la Provincia de Entre Ríos   | Patronato                | 0 (2) |                                         |                           |                        |                        |  |                                         |                         |                  |                  |  |                                         |                    |                  |                  |  |                                      |                                      |                    |             |  |  |                                      |              |       |
|  | Bandera de la Ciudad de Buenos Aires           | Bandera de la Provincia de Entre Ríos   | Patronato                | 0 (2) | Huracán                                 | 1 (4)                     |                        |                        |  |                                         |                         |                  |                  |  |                                         |                    |                  |                  |  |                                      |                                      |                    |             |  |  |                                      |              |       |
|  | Bandera de la Ciudad de Buenos Aires           |                                         |                          |       | Huracán                                 | 1 (4)                     |                        |                        |  |                                         |                         |                  |                  |  |                                         |                    |                  |                  |  |                                      |                                      |                    |             |  |  |                                      |              |       |
|  | Bandera de la Provincia de San Luis            | Sportivo Estudiantes (SL)               | 1 (5)                    |       |                                         |                           |                        |                        |  |                                         |                         |                  |                  |  |                                         |                    |                  |                  |  |                                      |                                      |                    |             |  |  |                                      |              |       |
|  | Bandera de la Provincia de San Luis            | Sportivo Estudiantes (SL)               | 1 (5)                    |       | Bandera de la Provincia de San Luis     | Sportivo Estudiantes (SL) | 1                      |                        |  |                                         |                         |                  |                  |  |                                         |                    |                  |                  |  |                                      |                                      |                    |             |  |  |                                      |              |       |
|  |                                                |                                         |                          |       | Bandera de la Provincia de San Luis     | Sportivo Estudiantes (SL) | 1                      |                        |  |                                         |                         |                  |                  |  |                                         |                    |                  |                  |  |                                      |                                      |                    |             |  |  |                                      |              |       |
|  |                                                | Bandera de la Provincia de Buenos Aires | Villa San Carlos         | 2     |                                         |                           |                        |                        |  |                                         |                         |                  |                  |  |                                         |                    |                  |                  |  |                                      |                                      |                    |             |  |  |                                      |              |       |
|  | Bandera de la Ciudad de Buenos Aires           | Bandera de la Provincia de Buenos Aires | Villa San Carlos         | 2     | Atlanta                                 | 0 (3)                     |                        |                        |  |                                         |                         |                  |                  |  |                                         |                    |                  |                  |  |                                      |                                      |                    |             |  |  |                                      |              |       |
|  | Bandera de la Ciudad de Buenos Aires           |                                         |                          |       | Atlanta                                 | 0 (3)                     |                        |                        |  |                                         |                         |                  |                  |  |                                         |                    |                  |                  |  |                                      |                                      |                    |             |  |  |                                      |              |       |
|  | Bandera de la Provincia de Buenos Aires        | Villa San Carlos                        | 0 (4)                    |       |                                         |                           |                        |                        |  |                                         |                         |                  |                  |  |                                         |                    |                  |                  |  |                                      |                                      |                    |             |  |  |                                      |              |       |
|  | Bandera de la Provincia de Buenos Aires        | Villa San Carlos                        | 0 (4)                    |       |                                         |                           |                        |                        |  | Bandera de la Provincia de Buenos Aires | Villa San Carlos        | 0                |                  |  |                                         |                    |                  |                  |  |                                      |                                      |                    |             |  |  |                                      |              |       |
|  |                                                |                                         |                          |       |                                         |                           |                        |                        |  | Bandera de la Provincia de Buenos Aires | Villa San Carlos        | 0                |                  |  |                                         |                    |                  |                  |  |                                      |                                      |                    |             |  |  |                                      |              |       |
|  |                                                | Bandera de la Provincia de Entre Ríos   | Patronato                | 1     |                                         |                           |                        |                        |  |                                         |                         |                  |                  |  |                                         |                    |                  |                  |  |                                      |                                      |                    |             |  |  |                                      |              |       |
|  | Bandera de la Provincia de Entre Ríos          | Bandera de la Provincia de Entre Ríos   | Patronato                | 1     | Patronato                               | 1 (5)                     |                        |                        |  |                                         |                         |                  |                  |  |                                         |                    |                  |                  |  |                                      |                                      |                    |             |  |  |                                      |              |       |
|  | Bandera de la Provincia de Entre Ríos          |                                         |                          |       | Patronato                               | 1 (5)                     |                        |                        |  |                                         |                         |                  |                  |  |                                         |                    |                  |                  |  |                                      |                                      |                    |             |  |  |                                      |              |       |
|  | Bandera de la Provincia de Córdoba             | Instituto                               | 1 (3)                    |       |                                         |                           |                        |                        |  |                                         |                         |                  |                  |  |                                         |                    |                  |                  |  |                                      |                                      |                    |             |  |  |                                      |              |       |
|  | Bandera de la Provincia de Córdoba             | Instituto                               | 1 (3)                    |       | Bandera de la Provincia de Entre Ríos   | Patronato                 | 2 (5)                  |                        |  |                                         |                         |                  |                  |  |                                         |                    |                  |                  |  |                                      |                                      |                    |             |  |  |                                      |              |       |
|  |                                                |                                         |                          |       | Bandera de la Provincia de Entre Ríos   | Patronato                 | 2 (5)                  |                        |  |                                         |                         |                  |                  |  |                                         |                    |                  |                  |  |                                      |                                      |                    |             |  |  |                                      |              |       |
|  |                                                | Bandera de la Provincia de Buenos Aires | Lanús                    | 2 (3) |                                         |                           |                        |                        |  |                                         |                         |                  |                  |  |                                         |                    |                  |                  |  |                                      |                                      |                    |             |  |  |                                      |              |       |
|  | Bandera de la Provincia de Buenos Aires        | Bandera de la Provincia de Buenos Aires | Lanús                    | 2 (3) | Lanús                                   | 3                         |                        |                        |  |                                         |                         |                  |                  |  |                                         |                    |                  |                  |  |                                      |                                      |                    |             |  |  |                                      |              |       |
|  | Bandera de la Provincia de Buenos Aires        |                                         |                          |       | Lanús                                   | 3                         |                        |                        |  |                                         |                         |                  |                  |  |                                         |                    |                  |                  |  |                                      |                                      |                    |             |  |  |                                      |              |       |
|  | Bandera de la Provincia de Buenos Aires        | Real Pilar                              | 1                        |       |                                         |                           |                        |                        |  |                                         |                         |                  |                  |  |                                         |                    |                  |                  |  |                                      |                                      |                    |             |  |  |                                      |              |       |
|  | Bandera de la Provincia de Buenos Aires        | Real Pilar                              | 1                        |       |                                         |                           |                        |                        |  |                                         |                         |                  |                  |  |                                         |                    |                  |                  |  | Bandera de la Ciudad de Buenos Aires | Boca Juniors                         | 1                  |             |  |  |                                      |              |       |
|  |                                                |                                         |                          |       |                                         |                           |                        |                        |  |                                         |                         |                  |                  |  |                                         |                    |                  |                  |  | Bandera de la Ciudad de Buenos Aires | Boca Juniors                         | 1                  |             |  |  |                                      |              |       |
|  |                                                |                                         |                          |       |                                         |                           |                        |                        |  |                                         |                         |                  |                  |  |                                         |                    |                  |                  |  |                                      | Bandera de la Ciudad de Buenos Aires | Argentinos Juniors | 0           |  |  |                                      |              |       |
|  | Bandera de la Provincia de Buenos Aires        | Gimnasia y Esgrima (LP)                 | 2                        |       |                                         |                           |                        |                        |  |                                         |                         |                  |                  |  |                                         |                    |                  |                  |  |                                      | Bandera de la Ciudad de Buenos Aires | Argentinos Juniors | 0           |  |  |                                      |              |       |
|  | Bandera de la Provincia de Buenos Aires        | Gimnasia y Esgrima (LP)                 | 2                        |       |                                         |                           |                        |                        |  |                                         |                         |                  |                  |  |                                         |                    |                  |                  |  |                                      |                                      |                    |             |  |  |                                      |              |       |
|  | Bandera de la Ciudad de Buenos Aires           | Sportivo Barracas                       | 0                        |       |                                         |                           |                        |                        |  |                                         |                         |                  |                  |  |                                         |                    |                  |                  |  |                                      |                                      |                    |             |  |  |                                      |              |       |
|  | Bandera de la Ciudad de Buenos Aires           | Sportivo Barracas                       | 0                        |       | Bandera de la Provincia de Buenos Aires | Gimnasia y Esgrima (LP)   | 5                      |                        |  |                                         |                         |                  |                  |  |                                         |                    |                  |                  |  |                                      |                                      |                    |             |  |  |                                      |              |       |
|  |                                                |                                         |                          |       | Bandera de la Provincia de Buenos Aires | Gimnasia y Esgrima (LP)   | 5                      |                        |  |                                         |                         |                  |                  |  |                                         |                    |                  |                  |  |                                      |                                      |                    |             |  |  |                                      |              |       |
|  |                                                | Bandera de la Provincia de Buenos Aires | Dock Sud                 | 0     |                                         |                           |                        |                        |  |                                         |                         |                  |                  |  |                                         |                    |                  |                  |  |                                      |                                      |                    |             |  |  |                                      |              |       |
|  | Bandera de la Provincia de Santa Fe            | Bandera de la Provincia de Buenos Aires | Dock Sud                 | 0     | Unión                                   | 1 (5)                     |                        |                        |  |                                         |                         |                  |                  |  |                                         |                    |                  |                  |  |                                      |                                      |                    |             |  |  |                                      |              |       |
|  | Bandera de la Provincia de Santa Fe            |                                         |                          |       | Unión                                   | 1 (5)                     |                        |                        |  |                                         |                         |                  |                  |  |                                         |                    |                  |                  |  |                                      |                                      |                    |             |  |  |                                      |              |       |
|  | Bandera de la Provincia de Buenos Aires        | Dock Sud                                | 1 (6)                    |       |                                         |                           |                        |                        |  |                                         |                         |                  |                  |  |                                         |                    |                  |                  |  |                                      |                                      |                    |             |  |  |                                      |              |       |
|  | Bandera de la Provincia de Buenos Aires        | Dock Sud                                | 1 (6)                    |       |                                         |                           |                        |                        |  | Bandera de la Provincia de Buenos Aires | Gimnasia y Esgrima (LP) | 2                |                  |  |                                         |                    |                  |                  |  |                                      |                                      |                    |             |  |  |                                      |              |       |
|  |                                                |                                         |                          |       |                                         |                           |                        |                        |  | Bandera de la Provincia de Buenos Aires | Gimnasia y Esgrima (LP) | 2                |                  |  |                                         |                    |                  |                  |  |                                      |                                      |                    |             |  |  |                                      |              |       |
|  |                                                | Bandera de la Ciudad de Buenos Aires    | Argentinos Juniors       | 3     |                                         |                           |                        |                        |  |                                         |                         |                  |                  |  |                                         |                    |                  |                  |  |                                      |                                      |                    |             |  |  |                                      |              |       |
|  | Bandera de la Provincia de Santa Fe            | Bandera de la Ciudad de Buenos Aires    | Argentinos Juniors       | 3     | Colón                                   | 1                         |                        |                        |  |                                         |                         |                  |                  |  |                                         |                    |                  |                  |  |                                      |                                      |                    |             |  |  |                                      |              |       |
|  | Bandera de la Provincia de Santa Fe            |                                         |                          |       | Colón                                   | 1                         |                        |                        |  |                                         |                         |                  |                  |  |                                         |                    |                  |                  |  |                                      |                                      |                    |             |  |  |                                      |              |       |
|  | Bandera de la Provincia del Río Negro          | Cipolletti                              | 0                        |       |                                         |                           |                        |                        |  |                                         |                         |                  |                  |  |                                         |                    |                  |                  |  |                                      |                                      |                    |             |  |  |                                      |              |       |
|  | Bandera de la Provincia del Río Negro          | Cipolletti                              | 0                        |       | Bandera de la Provincia de Santa Fe     | Colón                     | 0                      |                        |  |                                         |                         |                  |                  |  |                                         |                    |                  |                  |  |                                      |                                      |                    |             |  |  |                                      |              |       |
|  |                                                |                                         |                          |       | Bandera de la Provincia de Santa Fe     | Colón                     | 0                      |                        |  |                                         |                         |                  |                  |  |                                         |                    |                  |                  |  |                                      |                                      |                    |             |  |  |                                      |              |       |
|  |                                                | Bandera de la Ciudad de Buenos Aires    | Argentinos Juniors       | 1     |                                         |                           |                        |                        |  |                                         |                         |                  |                  |  |                                         |                    |                  |                  |  |                                      |                                      |                    |             |  |  |                                      |              |       |
|  | Bandera de la Ciudad de Buenos Aires           | Bandera de la Ciudad de Buenos Aires    | Argentinos Juniors       | 1     | Argentinos Juniors                      | 1                         |                        |                        |  |                                         |                         |                  |                  |  |                                         |                    |                  |                  |  |                                      |                                      |                    |             |  |  |                                      |              |       |
|  | Bandera de la Ciudad de Buenos Aires           |                                         |                          |       | Argentinos Juniors                      | 1                         |                        |                        |  |                                         |                         |                  |                  |  |                                         |                    |                  |                  |  |                                      |                                      |                    |             |  |  |                                      |              |       |
|  | Bandera de la Provincia de Buenos Aires        | Cañuelas                                | 0                        |       |                                         |                           |                        |                        |  |                                         |                         |                  |                  |  |                                         |                    |                  |                  |  |                                      |                                      |                    |             |  |  |                                      |              |       |
|  | Bandera de la Provincia de Buenos Aires        | Cañuelas                                | 0                        |       |                                         |                           |                        |                        |  |                                         |                         |                  |                  |  | Bandera de la Ciudad de Buenos Aires    | Argentinos Juniors | 2                |                  |  |                                      |                                      |                    |             |  |  |                                      |              |       |
|  |                                                |                                         |                          |       |                                         |                           |                        |                        |  |                                         |                         |                  |                  |  | Bandera de la Ciudad de Buenos Aires    | Argentinos Juniors | 2                |                  |  |                                      |                                      |                    |             |  |  |                                      |              |       |
|  |                                                | Bandera de la Provincia de Buenos Aires | San Telmo                | 1     |                                         |                           |                        |                        |  |                                         |                         |                  |                  |  |                                         |                    |                  |                  |  |                                      |                                      |                    |             |  |  |                                      |              |       |
|  | Bandera de la Provincia de Buenos Aires        | Bandera de la Provincia de Buenos Aires | San Telmo                | 1     | Estudiantes (LP)                        | 1 (4)                     |                        |                        |  |                                         |                         |                  |                  |  |                                         |                    |                  |                  |  |                                      |                                      |                    |             |  |  |                                      |              |       |
|  | Bandera de la Provincia de Buenos Aires        |                                         |                          |       | Estudiantes (LP)                        | 1 (4)                     |                        |                        |  |                                         |                         |                  |                  |  |                                         |                    |                  |                  |  |                                      |                                      |                    |             |  |  |                                      |              |       |
|  | Bandera de la Provincia de Buenos Aires        | Deportivo Laferrere                     | 1 (5)                    |       |                                         |                           |                        |                        |  |                                         |                         |                  |                  |  |                                         |                    |                  |                  |  |                                      |                                      |                    |             |  |  |                                      |              |       |
|  | Bandera de la Provincia de Buenos Aires        | Deportivo Laferrere                     | 1 (5)                    |       | Bandera de la Provincia de Buenos Aires | Deportivo Laferrere       | 0                      |                        |  |                                         |                         |                  |                  |  |                                         |                    |                  |                  |  |                                      |                                      |                    |             |  |  |                                      |              |       |
|  |                                                |                                         |                          |       | Bandera de la Provincia de Buenos Aires | Deportivo Laferrere       | 0                      |                        |  |                                         |                         |                  |                  |  |                                         |                    |                  |                  |  |                                      |                                      |                    |             |  |  |                                      |              |       |
|  |                                                | Bandera de la Provincia de Buenos Aires | San Telmo                | 2     |                                         |                           |                        |                        |  |                                         |                         |                  |                  |  |                                         |                    |                  |                  |  |                                      |                                      |                    |             |  |  |                                      |              |       |
|  | Bandera de la Provincia de Santiago del Estero | Bandera de la Provincia de Buenos Aires | San Telmo                | 2     | Central Córdoba (SdE)                   | 0                         |                        |                        |  |                                         |                         |                  |                  |  |                                         |                    |                  |                  |  |                                      |                                      |                    |             |  |  |                                      |              |       |
|  | Bandera de la Provincia de Santiago del Estero |                                         |                          |       | Central Córdoba (SdE)                   | 0                         |                        |                        |  |                                         |                         |                  |                  |  |                                         |                    |                  |                  |  |                                      |                                      |                    |             |  |  |                                      |              |       |
|  | Bandera de la Provincia de Buenos Aires        | San Telmo                               | 1                        |       |                                         |                           |                        |                        |  |                                         |                         |                  |                  |  |                                         |                    |                  |                  |  |                                      |                                      |                    |             |  |  |                                      |              |       |
|  | Bandera de la Provincia de Buenos Aires        | San Telmo                               | 1                        |       |                                         |                           |                        |                        |  | Bandera de la Provincia de Buenos Aires | San Telmo               | 1                |                  |  |                                         |                    |                  |                  |  |                                      |                                      |                    |             |  |  |                                      |              |       |
|  |                                                |                                         |                          |       |                                         |                           |                        |                        |  | Bandera de la Provincia de Buenos Aires | San Telmo               | 1                |                  |  |                                         |                    |                  |                  |  |                                      |                                      |                    |             |  |  |                                      |              |       |
|  |                                                | Bandera de la Provincia de Buenos Aires | Banfield                 | 0     |                                         |                           |                        |                        |  |                                         |                         |                  |                  |  |                                         |                    |                  |                  |  |                                      |                                      |                    |             |  |  |                                      |              |       |
|  | Bandera de la Provincia de Buenos Aires        | Bandera de la Provincia de Buenos Aires | Banfield                 | 0     | Platense                                | 0                         |                        |                        |  |                                         |                         |                  |                  |  |                                         |                    |                  |                  |  |                                      |                                      |                    |             |  |  |                                      |              |       |
|  | Bandera de la Provincia de Buenos Aires        |                                         |                          |       | Platense                                | 0                         |                        |                        |  |                                         |                         |                  |                  |  |                                         |                    |                  |                  |  |                                      |                                      |                    |             |  |  |                                      |              |       |
|  | Bandera de la Provincia del Chubut             | Deportivo Madryn                        | 1                        |       |                                         |                           |                        |                        |  |                                         |                         |                  |                  |  |                                         |                    |                  |                  |  |                                      |                                      |                    |             |  |  |                                      |              |       |
|  | Bandera de la Provincia del Chubut             | Deportivo Madryn                        | 1                        |       | Bandera de la Provincia del Chubut      | Deportivo Madryn          | 0                      |                        |  |                                         |                         |                  |                  |  |                                         |                    |                  |                  |  |                                      |                                      |                    |             |  |  |                                      |              |       |
|  |                                                |                                         |                          |       | Bandera de la Provincia del Chubut      | Deportivo Madryn          | 0                      |                        |  |                                         |                         |                  |                  |  |                                         |                    |                  |                  |  |                                      |                                      |                    |             |  |  |                                      |              |       |
|  |                                                | Bandera de la Provincia de Buenos Aires | Banfield                 | 1     |                                         |                           |                        |                        |  |                                         |                         |                  |                  |  |                                         |                    |                  |                  |  |                                      |                                      |                    |             |  |  |                                      |              |       |
|  | Bandera de la Provincia de Buenos Aires        | Bandera de la Provincia de Buenos Aires | Banfield                 | 1     | Banfield                                | 2                         |                        |                        |  |                                         |                         |                  |                  |  |                                         |                    |                  |                  |  |                                      |                                      |                    |             |  |  |                                      |              |       |
|  | Bandera de la Provincia de Buenos Aires        |                                         |                          |       | Banfield                                | 2                         |                        |                        |  |                                         |                         |                  |                  |  |                                         |                    |                  |                  |  |                                      |                                      |                    |             |  |  |                                      |              |       |
|  | Bandera de la Provincia de Santiago del Estero | Güemes                                  | 0                        |       |                                         |                           |                        |                        |  |                                         |                         |                  |                  |  |                                         |                    |                  |                  |  |                                      |                                      |                    |             |  |  |                                      |              |       |

### Sedes
Los siguientes estadios formaron parte de las sedes en las que se disputaron los partidos a partir de los Treintaidosavos de final.
|                                                              |                                                              |                                                                       |                                                          |
|                                                              |                                                              |                                                                       |                                                          |
| 15 de Abril Ciudad: Santa Fe Capacidad: 26 500               | Estadio Alfredo Beranger Ciudad: Temperley Capacidad: 17 500 | Centenario Ciudad de Quilmes Ciudad: Quilmes Capacidad: 30 200        | Ciudad de Caseros Ciudad: Caseros Capacidad: 16 000      |
|                                                              |                                                              |                                                                       |                                                          |
| Ciudad de La Plata Ciudad: La Plata Capacidad: 50 000        | Ciudad de Lanús Ciudad: Lanús Capacidad: 47 027              | Coloso del Ruca Quimey Ciudad: Cutral Có Capacidad: 16 500            | Eva Perón Ciudad: Junín Capacidad: 22 000                |
|                                                              |                                                              |                                                                       |                                                          |
| Florencio Sola Ciudad: Banfield Capacidad: 23 800            | José María Minella Ciudad: Mar del Plata Capacidad: 40 354   | Juan Carmelo Zerillo Ciudad: La Plata Capacidad: 24 500               | Juan Domingo Perón Ciudad: Córdoba Capacidad: 30 000     |
|                                                              |                                                              |                                                                       |                                                          |
| Juan Gilberto Funes Ciudad: La Punta Capacidad: 15 000       | Julio César Villagra Ciudad: Córdoba Capacidad: 30 000       | Julio Humberto Grondona Ciudad: Sarandí Capacidad: 18 500             | Malvinas Argentinas Ciudad: Mendoza Capacidad: 42 500    |
|                                                              |                                                              |                                                                       |                                                          |
| Marcelo Bielsa Ciudad: Rosario Capacidad: 39 000             | Mario Alberto Kempes Ciudad: Córdoba Capacidad: 57 000       | Nuevo Monumental Ciudad: Rafaela Capacidad: 20 000                    | Padre Ernesto Martearena Ciudad: Salta Capacidad: 21 000 |
|                                                              |                                                              |                                                                       |                                                          |
| Presbítero Bartolomé Grella Ciudad: Paraná Capacidad: 22 000 | Único de San Nicolás Ciudad: San Nicolás Capacidad: 23 000   | Único Madre de Ciudades Ciudad: Santiago del Estero Capacidad: 30 000 |                                                          |

### Treintaidosavos de final
Esta fase la disputaron sesenta y cuatro equipos: veinticuatro de la Primera División, catorce de la Primera B Nacional, seis de la Primera B, trece del Federal A, cuatro de la Primera C, y tres de la Primera D. Desde el 25 de febrero de 2020 hasta el 17 de marzo de 2021 se enfrentaron a partido único en estadio neutral y clasificaron a la siguiente ronda los treinta y dos ganadores.
| Fecha                   | Estadio                      | Equipo 1                | Resultado     | Equipo 2                      |
| ----------------------- | ---------------------------- | ----------------------- | ------------- | ----------------------------- |
| 25 de febrero de 2020   | Centenario Ciudad de Quilmes | Gimnasia y Esgrima (LP) | 2 - 0         | Sportivo Barracas             |
| 26 de febrero de 2020   | Julio Humberto Grondona      | Aldosivi                | 1 - 3         | Talleres (RdE)                |
| 27 de febrero de 2020   | 15 de Abril                  | Patronato               | (5) 1 - 1 (3) | Instituto                     |
| 4 de marzo de 2020      | Ciudad de Lanús              | Estudiantes (LP)        | (4) 1 - 1 (5) | Deportivo Laferrere           |
| 4 de marzo de 2020      | Padre Ernesto Martearena     | Central Córdoba (SdE)   | 0 - 1         | San Telmo                     |
| 5 de marzo de 2020      | Nuevo Monumental             | Unión                   | (5) 1 - 1 (6) | Dock Sud                      |
| 10 de marzo de 2020     | Ciudad de Caseros            | Platense                | 0 - 1         | Deportivo Madryn              |
| 11 de marzo de 2020     | Centenario Ciudad de Quilmes | Sarmiento (J)           | 3 - 0         | Douglas Haig                  |
| 11 de marzo de 2020     | Julio Humberto Grondona      | Argentinos Juniors      | 1 - 0         | Cañuelas                      |
| 23 de diciembre de 2020 | Único de San Nicolás         | Newell's Old Boys       | 2 - 0         | Sportivo Peñarol (C)          |
| 30 de diciembre de 2020 | Julio Humberto Grondona      | Godoy Cruz              | 3 - 1         | J.J. de Urquiza               |
| 6 de enero de 2021      | Ciudad de Caseros            | Temperley               | (4) 0 - 0 (2) | Deportivo Riestra             |
| 7 de enero de 2021      | Nuevo Monumental             | Estudiantes (RC)        | 1 - 0         | Chaco For Ever                |
| 14 de enero de 2021     | Presbítero Bartolomé Grella  | Colón                   | 1 - 0         | Cipolletti                    |
| 20 de enero de 2021     | Único de San Nicolás         | Rosario Central         | 0 - 3         | Boca Unidos                   |
| 28 de enero de 2021     | Ciudad de Caseros            | Arsenal                 | 0 - 1         | Huracán Las Heras             |
| 10 de febrero de 2021   | Florencio Sola               | River Plate             | 4 - 0         | Defensores de Pronunciamiento |
| 17 de febrero de 2021   | Julio Humberto Grondona      | Vélez Sarsfield         | 3 - 1         | Deportivo Camioneros          |
| 18 de febrero de 2021   | José María Minella           | San Lorenzo             | 3 - 0         | Liniers                       |
| 19 de febrero de 2021   | Ciudad de Caseros            | Defensores de Belgrano  | 4 - 2         | Almirante Brown               |
| 20 de febrero de 2021   | Centenario Ciudad de Quilmes | Tigre                   | (5) 1 - 1 (3) | Alvarado                      |
| 21 de febrero de 2021   | Ciudad de Caseros            | Atlanta                 | (3) 0 - 0 (4) | Villa San Carlos              |
| 23 de febrero de 2021   | Julio Humberto Grondona      | Lanús                   | 3 - 1         | Real Pilar                    |
| 25 de febrero de 2021   | Coloso del Ruca Quimey       | Huracán                 | (4) 1 - 1 (5) | Sportivo Estudiantes (SL)     |
| 1 de marzo de 2021      | Juan Domingo Perón           | San Martín (T)          | 0 - 1         | San Martín (SJ)               |
| 2 de marzo de 2021      | Único de San Nicolás         | Talleres (C)            | (6) 0 - 0 (5) | Atlético de Rafaela           |
| 2 de marzo de 2021      | Alfredo Beranger             | Defensa y Justicia      | 1 - 0         | Estudiantes (BA)              |
| 3 de marzo de 2021      | Ciudad de Lanús              | Boca Juniors            | 2 - 1         | Claypole                      |
| 10 de marzo de 2021     | Alfredo Beranger             | Banfield                | 2 - 0         | Güemes (SdE)                  |
| 10 de marzo de 2021     | Juan Domingo Perón           | Atlético Tucumán        | 3 - 0         | Comunicaciones                |
| 10 de marzo de 2021     | José María Minella           | Independiente           | 1 - 0         | Villa Mitre                   |
| 17 de marzo de 2021     | Julio Humberto Grondona      | Racing Club             | 3 - 1         | Sportivo Belgrano             |

1. ↑  Suspendido a los 20' del primer tiempo por las condiciones climáticas, con el resultado 1-0. Se completó el 12 de marzo.

### Dieciseisavos de final
Esta fase la disputaron los ganadores de los treintaidosavos de final. Desde el 17 de marzo hasta el 4 de agosto de 2021 se enfrentaron a partido único y los dieciséis ganadores clasificaron a los octavos de final.
| Fecha               | Estadio                 | Equipo 1                  | Resultado     | Equipo 2               |
| ------------------- | ----------------------- | ------------------------- | ------------- | ---------------------- |
| 17 de marzo de 2021 | Alfredo Beranger        | Deportivo Laferrere       | 0 - 2         | San Telmo              |
| 17 de marzo de 2021 | Único de San Nicolás    | Colón                     | 0 - 1         | Argentinos Juniors     |
| 23 de marzo de 2021 | Alfredo Beranger        | Gimnasia y Esgrima (LP)   | 5 - 0         | Dock Sud               |
| 24 de marzo de 2021 | Ciudad de La Plata      | Boca Juniors              | 3 - 0         | Defensores de Belgrano |
| 25 de marzo de 2021 | Florencio Sola          | San Lorenzo               | 0 - 2         | Defensa y Justicia     |
| 6 de abril de 2021  | Julio Humberto Grondona | Patronato                 | (5) 2 - 2 (3) | Lanús                  |
| 7 de abril de 2021  | Florencio Sola          | Talleres (C)              | (3) 1 - 1 (1) | Vélez Sarsfield        |
| 7 de abril de 2021  | Ciudad de La Plata      | Atlético Tucumán          | 1 - 2         | River Plate            |
| 14 de abril de 2021 | Julio Humberto Grondona | San Martín (SJ)           | (1) 2 - 2 (4) | Racing Club            |
| 21 de abril de 2021 | Eva Perón               | Huracán Las Heras         | 1 - 4         | Estudiantes (RC)       |
| 28 de abril de 2021 | Alfredo Beranger        | Deportivo Madryn          | 0 - 1         | Banfield               |
| 12 de mayo de 2021  | Coloso del Ruca Quimey  | Sportivo Estudiantes (SL) | 1 - 2         | Villa San Carlos       |
| 13 de mayo de 2021  | Julio César Villagra    | Boca Unidos               | 0 - 2         | Godoy Cruz             |
| 17 de mayo de 2021  | Único de San Nicolás    | Newell's Old Boys         | 0 - 1         | Sarmiento (J)          |
| 19 de mayo de 2021  | Ciudad de Caseros       | Talleres (RdE)            | 0 - 4         | Temperley              |
| 4 de agosto de 2021 | Único de San Nicolás    | Tigre                     | 2 - 1         | Independiente          |

### Octavos de final
Esta fase la disputaron los ganadores de los dieciseisavos de final. Desde el 13 de julio hasta el 22 de septiembre de 2021 se enfrentaron a partido único y clasificaron ocho a los cuartos de final.
| Fecha                    | Estadio              | Equipo 1                | Resultado     | Equipo 2           |
| ------------------------ | -------------------- | ----------------------- | ------------- | ------------------ |
| 13 de julio de 2021      | Eva Perón            | Villa San Carlos        | 0 - 1         | Patronato          |
| 14 de julio de 2021      | Alfredo Beranger     | San Telmo               | 1 - 0         | Banfield           |
| 20 de julio de 2021      | Único de San Nicolás | Sarmiento (J)           | 0 - 1         | Temperley          |
| 4 de agosto de 2021      | Ciudad de La Plata   | Boca Juniors            | (4) 0 - 0 (1) | River Plate        |
| 11 de agosto de 2021     | Marcelo Bielsa       | Estudiantes (RC)        | (5) 1 - 1 (6) | Talleres (C)       |
| 18 de agosto de 2021     | Florencio Sola       | Gimnasia y Esgrima (LP) | 2 - 3         | Argentinos Juniors |
| 8 de septiembre de 2021  | Juan Carmelo Zerillo | Defensa y Justicia      | (4) 0 - 0 (5) | Tigre              |
| 22 de septiembre de 2021 | Mario Alberto Kempes | Godoy Cruz              | (5) 3 - 3 (4) | Racing Club        |

### Cuartos de final
Esta fase la disputaron los ganadores de los octavos de final. Desde el 22 de septiembre hasta el 13 de octubre de 2021 se enfrentaron a partido único y se clasificaron cuatro a las semifinales.
| Fecha                    | Estadio                 | Equipo 1           | Resultado     | Equipo 2     |
| ------------------------ | ----------------------- | ------------------ | ------------- | ------------ |
| 22 de septiembre de 2021 | Único Madre de Ciudades | Boca Juniors       | (4) 0 - 0 (2) | Patronato    |
| 29 de septiembre de 2021 | Ciudad de Lanús         | Temperley          | 1 - 2         | Talleres (C) |
| 6 de octubre de 2021     | Mario Alberto Kempes    | Godoy Cruz         | 1 - 0         | Tigre        |
| 13 de octubre de 2021    | Único de San Nicolás    | Argentinos Juniors | 2 - 1         | San Telmo    |

### Semifinales
Esta fase la disputaron los ganadores de los cuartos de final. Entre el 3 de noviembre y el 1 de diciembre de 2021 se enfrentaron a partido único, para definir los equipos que pasaron a la final. 
| Fecha                  | Estadio             | Equipo 1     | Resultado | Equipo 2           |
| ---------------------- | ------------------- | ------------ | --------- | ------------------ |
| 3 de noviembre de 2021 | Malvinas Argentinas | Boca Juniors | 1 - 0     | Argentinos Juniors |
| 1 de diciembre de 2021 | Juan Gilberto Funes | Talleres (C) | 1 - 0     | Godoy Cruz         |

### Final
Esta fase la disputaron los 2 ganadores de las semifinales. Se enfrentaron a partido único el 8 de diciembre de 2021. 
| Fecha                  | Estadio                 | Equipo 1     | Resultado     | Equipo 2     |
| ---------------------- | ----------------------- | ------------ | ------------- | ------------ |
| 8 de diciembre de 2021 | Único Madre de Ciudades | Talleres (C) | (4) 0 - 0 (5) | Boca Juniors |

## Goleadores
| Jugador          | Equipo       | Goles |
| ---------------- | ------------ | ----- |
| Michael Santos   | Talleres (C) | 4     |
| Enzo Copetti     | Racing Club  | 3     |
| Federico Girotti | River Plate  | 3     |

## Equipo ideal
| Pos.           | Futbolista         | Equipo                      |
| Equipo titular | Equipo titular     | Equipo titular              |
| -------------- | ------------------ | --------------------------- |
| Guardameta     | Agustín Rossi      | Boca Juniors                |
| Defensa        | Kevin Mac Allister | Argentinos Juniors          |
| Defensa        | Carlos Izquierdoz  | Boca Juniors                |
| Defensa        | Marcos Rojo        | Boca Juniors                |
| Defensa        | Enzo Díaz          | Talleres (C)                |
| Centrocampista | Agustín Allione    | Temperley                   |
| Centrocampista | Gabriel Carabajal  | Argentinos Juniors          |
| Centrocampista | Martín Ojeda       | Godoy Cruz                  |
| Delantero      | Enzo Copetti       | Racing Club                 |
| Delantero      | Michael Santos     | Talleres (C)                |
| Delantero      | Thomas Amilivia    | San Telmo                   |
| Suplentes      |                    |                             |
| Guardameta     | Alan González      | San Telmo                   |
| Defensa        | Nahuel Tenaglia    | Talleres (C)                |
| Defensa        | Mauricio Martínez  | Racing Club                 |
| Centrocampista | Jorman Campuzano   | Boca Juniors                |
| Centrocampista | Juan Ignacio Silva | Villa San Carlos            |
| Centrocampista | Gabriel Florentín  | Argentinos Juniors          |
| Delantero      | Alan Cantero       | Sportivo Peñarol-Godoy Cruz |
| Delantero      | Eric Ramírez       | Gimnasia y Esgrima La Plata |
| Delantero      | Federico Girotti   | River Plate                 |
| Delantero      | Junior Arias       | Patronato                   |
| Delantero      | Luciano Pons       | Banfield                    |
| Delantero      | Pablo Magnín       | Sarmiento (J)-Tigre         |
| Entrenador     | Alexander Medina   | Talleres (C)                |